# Supercoppa Sudamericana 1989
La Supercoppa Sudamericana 1989 è stata la seconda edizione del torneo. Alla manifestazione parteciparono 14 squadre, e il vincitore fu il Boca Juniors.

## Formula
Le squadre si affrontano in turni a eliminazione diretta.

## Partecipanti
| Nazione   | Squadra            |
| --------- | ------------------ |
| Argentina | Argentinos Juniors |
| Argentina | Boca Juniors       |
| Argentina | Estudiantes (LP)   |
| Argentina | Independiente      |
| Argentina | Racing Club        |
| Argentina | River Plate        |
| Brasile   | Cruzeiro           |
| Brasile   | Flamengo           |
| Brasile   | Grêmio             |
| Brasile   | Santos             |
| Colombia  | Atlético Nacional  |
| Paraguay  | Olimpia            |
| Uruguay   | Nacional           |
| Uruguay   | Peñarol            |

## Incontri

### Ottavi di finale

#### Andata
| Rio de Janeiro 3 ottobre 1989            | Flamengo  | 0 – 1  | Argentinos Juniors | stadio Maracanã |
| \| \| \| \| \| \| Marcatori \| Rudman \| |           |        |                    |                 |
|                                          |           |        |                    |                 |
|                                          | Marcatori | Rudman |                    |                 |

| La Plata 4 ottobre 1989                                    | Estudiantes | 3 – 0 | Peñarol |  |
| \| \| \| \| \| P. Mac Allister Di Carlo \| Marcatori \| \| |             |       |         |  |
|                                                            |             |       |         |  |
| P. Mac Allister Di Carlo                                   | Marcatori   |       |         |  |

| Arbitro: | Gnecco |

|                      |           |          |
| Dely Valdés Ostolaza | Marcatori | Usuriaga |

| Santos 4 ottobre 1989                                         | Santos    | 1 – 2               | Independiente |  |
| \| \| \| \| \| Ditinho \| Marcatori \| Alfaro Moreno Insúa \| |           |                     |               |  |
|                                                               |           |                     |               |  |
| Ditinho                                                       | Marcatori | Alfaro Moreno Insúa |               |  |

| Asunción 4 ottobre 1989                           | Olimpia   | 2 – 0 | Cruzeiro | Defensores del Chaco |
| \| \| \| \| \| Samaniego Neffa \| Marcatori \| \| |           |       |          |                      |
|                                                   |           |       |          |                      |
| Samaniego Neffa                                   | Marcatori |       |          |                      |

| Buenos Aires 4 ottobre 1989                                         | River Plate | 2 – 1          | Grêmio |  |
| \| \| \| \| \| Centurión Borrelli \| Marcatori \| Adílson Heleno \| |             |                |        |  |
|                                                                     |             |                |        |  |
| Centurión Borrelli                                                  | Marcatori   | Adílson Heleno |        |  |

#### Ritorno
| Buenos Aires 10 ottobre 1989                                 | Argentinos Juniors | 2 – 1 | Flamengo | José Amalfitani |
| \| \| \| \| \| Airez Vidal González \| Marcatori \| Nando \| |                    |       |          |                 |
|                                                              |                    |       |          |                 |
| Airez Vidal González                                         | Marcatori          | Nando |          |                 |

| Montevideo 11 ottobre 1989                                  | Peñarol   | 2 – 0 | Estudiantes |  |
| \| \| \| \| \| Carrasco Mauricio Silvera \| Marcatori \| \| |           |       |             |  |
|                                                             |           |       |             |  |
| Carrasco Mauricio Silvera                                   | Marcatori |       |             |  |

| Arbitro: | Félix |

|                |           |  |
| Arango Trellez | Marcatori |  |

| Avellaneda 11 ottobre 1989                     | Independiente | 2 – 0 | Santos |  |
| \| \| \| \| \| Insúa Monzón \| Marcatori \| \| |               |       |        |  |
|                                                |               |       |        |  |
| Insúa Monzón                                   | Marcatori     |       |        |  |

| Belo Horizonte 11 ottobre 1989                        | Cruzeiro  | 3 – 0 | Olimpia | Mineirão |
| \| \| \| \| \| Chamas Édson Careca \| Marcatori \| \| |           |       |         |          |
|                                                       |           |       |         |          |
| Chamas Édson Careca                                   | Marcatori |       |         |          |

| Porto Alegre 11 ottobre 1989 | Grêmio               | 2 – 1                          | River Plate |  |
| \| \| \| \| \| Kita Adílson Heleno \| Marcatori \| Centurión \| \| Edinho Adílson Heleno Jandir Hélcio \| Tiri di rigore 4 – 1 \| Batista Medina Bello Batistuta \| |                      |                                |             |  |
| |                      |                                |             |  |
| Kita Adílson Heleno | Marcatori            | Centurión                      |             |  |
| Edinho Adílson Heleno Jandir Hélcio | Tiri di rigore 4 – 1 | Batista Medina Bello Batistuta |             |  |

* In seguito a sorteggio, il Boca Juniors ottenne l'accesso diretto ai quarti di finale, così come il Racing, campione in carica.

### Quarti di finale

#### Andata
| Medellín 18 ottobre 1989                                 | Atlético Nacional | 2 – 2          | Independiente |  |
| \| \| \| \| \| Trellez \| Marcatori \| Ludueña Giusti \| |                   |                |               |  |
|                                                          |                   |                |               |  |
| Trellez                                                  | Marcatori         | Ludueña Giusti |               |  |

| Buenos Aires 19 ottobre 1989 | Boca Juniors | 0 – 0 | Racing | La Bombonera\| Arbitro: \| Bava \| |
| Arbitro:                     | Bava         |       |        |                                    |

| Porto Alegre 24 ottobre 1989              | Grêmio    | 0 – 1   | Estudiantes | Olímpico |
| \| \| \| \| \| \| Marcatori \| Cariaga \| |           |         |             |          |
|                                           |           |         |             |          |
|                                           | Marcatori | Cariaga |             |          |

| Belo Horizonte 25 ottobre 1989                   | Cruzeiro  | 1 – 1 | Argentinos Juniors | Mineirão |
| \| \| \| \| \| Hamílton \| Marcatori \| Airez \| |           |       |                    |          |
|                                                  |           |       |                    |          |
| Hamílton                                         | Marcatori | Airez |                    |          |

#### Ritorno
| Avellaneda 25 ottobre 1989                             | Independiente | 2 – 0 | Atlético Nacional |  |
| \| \| \| \| \| Alfaro Moreno Monzón \| Marcatori \| \| |               |       |                   |  |
|                                                        |               |       |                   |  |
| Alfaro Moreno Monzón                                   | Marcatori     |       |                   |  |

| Arbitro: | Loustau |

|        |           |                          |
| Fabbri | Marcatori | ?’ (rig.) Ponce Cuciuffo |

| La Plata 1º novembre 1989                             | Estudiantes | 0 – 3               | Grêmio |  |
| \| \| \| \| \| \| Marcatori \| Paulo Egídio , Cuca \| |             |                     |        |  |
|                                                       |             |                     |        |  |
|                                                       | Marcatori   | Paulo Egídio , Cuca |        |  |

| Buenos Aires 1º novembre 1989                   | Argentinos Juniors | 2 – 0 | Cruzeiro |  |
| \| \| \| \| \| Airez Cáceres \| Marcatori \| \| |                    |       |          |  |
|                                                 |                    |       |          |  |
| Airez Cáceres                                   | Marcatori          |       |          |  |

### Semifinali

#### Andata
| Porto Alegre 8 novembre 1989 | Grêmio    | 0 – 0 | Boca Juniors | Olímpico\| Arbitro: \| Cardelino \| |
| Arbitro:                     | Cardelino |       |              |                                     |

| Buenos Aires 8 novembre 1989             | Argentinos Juniors | 0 – 1  | Independiente |  |
| \| \| \| \| \| \| Marcatori \| Giusti \| |                    |        |               |  |
|                                          |                    |        |               |  |
|                                          | Marcatori          | Giusti |               |  |

#### Ritorno
| Arbitro: | Escobar |

|                    |           |  |
| Marangoni Cuciuffo | Marcatori |  |

| Avellaneda 16 novembre 1989                                         | Independiente | 2 – 1             | Argentinos Juniors |  |
| \| \| \| \| \| Insúa Reggiardo \| Marcatori \| ?’ (rig.) Cáceres \| |               |                   |                    |  |
|                                                                     |               |                   |                    |  |
| Insúa Reggiardo                                                     | Marcatori     | ?’ (rig.) Cáceres |                    |  |

### Finale

#### Andata
| Arbitro: | Lamolina |

| |            | |
| · Navarro Montoya P · Stafuza D · Simón D · Marchesini D · Cuciuffo D · Giunta C · Marangoni C · Ponce C · Latorre C · Graciani A · 29’ Perazzo A · 29’ Berti C | Formazioni | · P Pereira · D Morales · D Monzón · D Delgado 45’ · D Lozano 45’ · D Altamirano · C Bianco · C Ludueña · C Giusti · C Insúa · A Reggiardo 66’ · A Ubaldi 66’ · A Alfaro Moreno |
| Aimar | Allenatori | Solari |

#### Ritorno
| Arbitro: | Bava |

| |                      | |
| Bianco Altamirano Insúa Artime | Tiri di rigore 3 – 5 | Ponce Marchesini Latorre Stafuza Giunta |
| · Pereira P · Morales D · Monzón D · Delgado D · Altamirano D · Bianco C · Ludueña C · Giusti C · Insúa C · 60’ Reggiardo A · 60’ Bochini C · 85’ Alfaro Moreno A · 85’ Artime A | Formazioni           | · P Navarro Montoya · D Stafuza · D Simón · D Marchesini · D Cuciuffo · C Giunta · C Marangoni · C Ponce · C Latorre · A Graciani 66’ · A Pico 66’ · A Perazzo 76’ · C Berti 76’ |
| Solari | Allenatori           | Aimar |